# Christine Muzio
Christine Muzio, född den 10 maj 1951 i Creil, Frankrike, död 29 november 2018, var en fransk fäktare som tog OS-guld i damernas lagtävling i florett i samband med de olympiska fäktningstävlingarna 1980 i Moskva.